# Riu Runer
Riu Runer är ett vattendrag i Andorra på gränsen till Spanien. Det ligger i den sydvästra delen av landet. Riu Runer sammanflyter med ett annat vattendrag och mynnar kort efteråt i floden La Valira.
I trakten runt Riu Runer växer i huvudsak blandskog.